# Submersed
Submersed var ett amerikanskt alternativ metalband från Stephenville, Texas, aktivt mellan 2000 och 2008. 
Bandet släppte under 2004 debutalbumet In Due Time på skivbolaget Wind-Up Records. Skivan var producerad av Mark Tremonti, gitarrist i Alter Bridge. 2007 gavs uppföljaren Immortal Verses ut.

## Medlemmar
Senaste medlemmar
- Donald Carpenter – sång (2000–2008)
- Garrett Whitlock – trummor (2000–2008)
- Kelan Luker – basgitarr (2000–2008)
- Aaron Young – gitarr

Tidigare medlemmar
- Eric Friedman – sologitarr, bakgrundssång (2000-2006)
- TJ Davis – sologitarr (2000–2006)

Turnerande medlemmar
- Justin Finley – sologitarr (2006–2008)

## Diskografi
Studioalbum
- 2004 – In Due Time
- 2007 – Immortal Verses

Singlar
- 2003 – "You Run"
- 2004 – "Hollow"
- 2005 – "In Due Time"
- 2007 – "Better Think Again"
- 2008 – "Price of Fame"